# Czerwona Skałka (Tatry Wysokie)
Czerwona Skałka (słow. Červená skalka, Tisovka, 1372 m n.p.m.) – szczyt reglowy w słowackich Tatrach Wysokich. Jest to najwybitniejsze wzniesienie w grzbiecie odchodzącym na północny zachód ze szczytu Golicy (Holica, 1628 m) w masywie Szerokiej Jaworzyńskiej (Široká, 2210 m). Grzbiet ten oddziela Dolinę Białki od jej niewielkiego, prawostronnego odgałęzienia – Doliny Czerwonej (Červená dolina), a wznoszą się w nim, oprócz Czerwonej Skałki, Zadnia Cisowa Czuba (Zadná Tisovka, 1370 m) i Skrajna Cisowa Czuba (Predná Tisovka, ok. 1360 m). Od tej ostatniej oddziela Czerwoną Skałkę siodło Cisowej Przełęczy (Predné Tisovské sedlo, 1302 m). W pobliżu wierzchołka, na stronę zachodnią opada kilkudziesięciometrowej wysokości urwisko, dobrze widoczne z leżącej na dnie doliny Palenicy Białczańskiej oraz początkowego fragmentu drogi do Morskiego Oka. Od czerwonawej barwy budujących je skał pochodzi nazwa szczytu. Ściany skalne występują też bliżej dna Doliny Białki, a tworzące się na nich zimą lodospady są popularnym terenem do uprawiania wspinaczki lodowej. Są to lodospady: Uśmiech Ady (Adin úsmev), Lodospad Mrozków (Mrozekov ľad), Powietrzny Lód (Vzdušný ľad), Oczy Pełne Lodu (Oči plné ľadu), Kaskady i Lodospad Ukryty (Skrytý ľadopád).
Masyw Czerwonej Skałki zbudowany jest ze skał osadowych – triasowych dolomitów i jurajskich wapieni. W latach 70. XX wieku u podnóży Czerwonej Skałki działały dwa kamieniołomy, których urobek wykorzystywano do budowy drogi przez Dolinę Białej Wody, a także rządowego ośrodka na Jaworzynie. Porośnięty jest w większości lasami. Wierzchołek jest bezleśny i jest jednym z najlepszych punktów widokowych na otoczenie Doliny Białki i jej odgałęzień (zwłaszcza tych po polskiej stronie granicy). Na Czerwoną Skałkę nie prowadzi żaden szlak turystyczny. Cały masyw leży w obrębie rezerwatu przyrody i nie jest dostępny dla turystów i taterników.